# زبان‌های رومی
زبان‌های رومی، لاتین یا نئو-لاتین (به انگلیسی: Romance languages) زبان‌های نوینی هستند که از زبان لاتین عامیانه میان قرن سوم میلادی و هشتم میلادی تکامل یافته‌اند. آن‌ها زیرگروه زبان‌های ایتالی در خانواده هندواروپایی هستند. پنج زبان بزرگ رومی بر پایه شمار سخنگویان بومی اسپانیایی (۴۸۰ میلیون)، پرتغالی (۲۵۵ میلیون)، فرانسوی (۷۷ میلیون), ایتالیایی (۶۵ میلیون) و رومانیایی (۲۴ میلیون) هستند. در میان زبان‌های بزرگ ایتالیایی بیش از همه به لاتین نزدیک است و پس از آن به ترتیب اسپانیایی، رومانیایی، پرتغالی و در آخر فرانسوی هستند. با در نظر گرفتن همه زبان‌های رومی، از جمله زبان‌های محلی، به نظر می‌رسد که ساردنیایی کمترین تفاوت را با لاتین دارد. با این حال همه زبان‌های رومی به یکدیگر نزدیک‌ترند تا به لاتین کلاسیک.
بیش از ۹۰۰ میلیون نفر سخنگوی زبان‌های رومی در سرتاسر جهان، بیشتر در قاره آمریکا، اروپا و بخش‌هایی از آفریقا موجودند. زبان‌های رومی بزرگ‌تر به‌عنوان زبان میانجی نیز در میان سخنگویان غیربومی کاربرد زیادی دارند. این به خصوص در مورد فرانسوی که در غرب و مرکز آفریقا، ماداگاسکار، موریس، سیشل، اتحاد قمر، جیبوتی، لبنان و شمال آفریقا (به جز مصر که در آنجا زبان اقلیت است)، صادق است.
از آنجا که اختصاص دسته‌های قاطع به پدیده‌ای مانند زبان، که گاه به‌صورت زنجیره گویشی وجود دارد، دشوار است، برآورد شمار زبان‌های رومی نوین متفاوت است. دالبی با در نظر گرفتن فهم متقابل، ۲۳ زبان رومی را برمی‌شمرد. در زیر آن زبان‌ها و زبان‌های اضافی کنونی، و زنده آورده شده است. (به جز دالماسیایی که مرده است):
- ایبرو-رومی: پرتغالی، گالیسی، می‌راندی، آستوری، لئونی، اسپانیایی، آراگونی، لادینو؛
- اکسیتانو-رومی: کاتالان/والنسیایی، اکسیتان، گاسکون؛
- گالی-رومی: فرانسوی/اوییل، آرپیتان؛
- رتی-رومی: رومانش، لادین، فریولی؛
- گالی-ایتالی: پیدمونتی، لیگوری، لومبارد، امیلیانو-رومانیولو؛
- ایتالی-دالماسیایی: ایتالیایی، توسکانی، رومانسکو، کرسی، ساساری، سیسیلی، ناپولی، دالماسیایی (منقرض در ۱۸۹۸)، ونتی، ایستریوت؛
- ساردنیایی؛
- رومی شرقی: رومانیایی، ایسترو-رومانی، مگلنو رومانی، آرومانی.

## نام
نام رومی از صفت romanice در لاتین عامیانه به معنای «به رومی» یا «رومیانه» می‌آید. برای نمونه اصطلاح romanice loqui در این زبان به معنای «به رومی سخن گفتن» (منظور لاتین محلی است، در برابر latine loqui «به لاتین سخن گفتن» (لاتین قرون وسطی) و barbarice loqui «به بربری سخن گفتن») است. از این صفت، اسم romance یا «رومی» ریشه گرفته است.

## تاریخ
زبان‌های رومی ادامه زبان لاتین عامیانه، گونه محبوب و محاوره‌ای زبان لاتین، هستند که توسط سربازان، شهرک‌نشینان و بازرگانان امپراتوری روم صحبت می‌شد تا از گونه کلاسیک لاتین که توسط طبقات بالای رومی صحبت و به شکل آن نوشته می‌شد، متمایز باشد. میان سال‌های ۳۵۰ قبل از میلاد و ۱۵۰ میلادی، گسترش امپراتوری روم، همراه با سیاست‌های اداری و آموزشی آن، زبان لاتین را به زبان اصلی غالب در غرب قاره اروپا تبدیل کرد. لاتین همچنین در جنوب شرقی انگلیس، استان روم آفریقا، غرب آلمان، پانونیا و تمام بالکان نفوذ شدیدی داشت.
در طی انحطاط امپراتوری، و پس از تکه‌تکه شدن آن و فروپاشی نیمه غربی در قرن پنجم و ششم، انواع گویش‌های لاتین بیشتر از یکدیگر جدا شدند و گویش‌های غربی تحت تأثیر شدید ژرمنی (به ویژه گوت‌ها و فرانک‌ها) و گویش‌های شرقی تحت تأثیر اسلاوی قرار گرفتند. این لهجه‌ها با سرعت بیشتری از لاتین کلاسیک دور شدند و سرانجام به یک زنجیره گویشی با گونه‌های متمایز تبدیل شدند. امپراتوری‌های استعماری که از قرن پانزدهم به بعد توسط پرتغال، اسپانیا و فرانسه تأسیس شده‌اند، زبان‌های خود را به سایر قاره‌ها گسترش دادند تا حدی که حدود دو سوم کل سخنگویان زبان‌های رومی امروزه در خارج از اروپا زندگی می‌کنند.
علیرغم تأثیرات دیگر زبان‌ها (به عنوان مثال زیرلایه از زبان‌های پیشارومی، به ویژه زبان‌های سلتی قاره‌ای، و ابرلایه‌های ژرمنی یا اسلاوی)، واج‌شناسی، صرف و واژگان همه زبان‌های رومی عمدتاً از اشکال تکامل‌یافته لاتین عامیانه تشکیل شده است. با این حال، برخی تفاوت‌های قابل توجه بین زبان‌های رومی امروزی و نیای رومی آن‌ها وجود دارد. فقط با یک یا دو استثنا، زبان‌های رومی سامانه کاهش زبان لاتین را از دست داده‌اند و در نتیجه، ساختار جمله نهاد-فعل-مفعول دارند و از حروف اضافه به‌طور گسترده‌ای استفاده می‌کنند.

## وضعیت کنونی

مناطقی از جهان که زبان‌های رومی گویش می‌شوند
اسپانیایی
پرتغالی
فرانسوی
ایتالیایی
رومانیایی
رنگ‌های تیره نشان‌دهنده وضعیت رسمی زبان و رنگ‌های روشن نشان‌دهنده زبان‌های پرکاربرد ولی غیررسمی هستند.

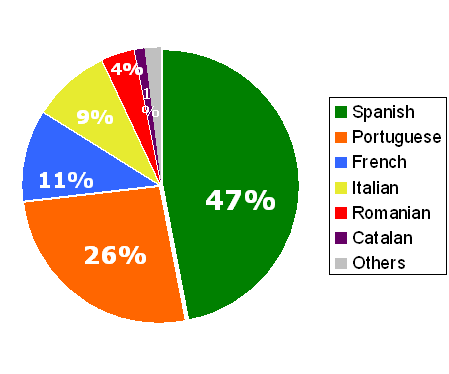
شمار سخنگویان هر زبان رومی، به عنوان کسری از کل ۶۹۰ میلیون (۲۰۰۷)

گسترده‌ترین زبان رومی از نظر شمار سخنگویان بومی اسپانیایی و در پی آن پرتغالی، فرانسوی، ایتالیایی و رومانیایی است که با هم یک قلمرو وسیع در اروپا و فراتر از آن را در بر می‌گیرند و به عنوان زبان‌های رسمی و ملی در ده‌ها کشور کار می‌کنند.
فرانسوی، ایتالیایی، پرتغالی، اسپانیایی و رومانیایی زبان‌های رسمی اتحادیه اروپا نیز هستند. این زبان‌ها در کنار کاتالان زبان‌های رسمی اتحادیه لاتین نیز بودند. فرانسوی و اسپانیایی دو زبان از شش زبان رسمی سازمان ملل متحد هستند. در خارج از اروپا، فرانسوی، پرتغالی و اسپانیایی رواج زیادی دارند و در کشورهای مختلفی که از امپراتوری‌های استعماری مرتبط از وضعیت رسمی برخوردار هستند.
اسپانیایی در اسپانیا، ۹ کشور آمریکای جنوبی (که تقریباً نیمی از جمعیت این قاره را در خود جای داده‌اند) ۶ کشور آمریکای مرکزی (همه به جز بلیز)، در مکزیک و ۳ کشور کوبا، جمهوری دومینیکن و پورتوریکو در کارائیب زبان رسمی است. در همه این کشورها، اسپانیایی آمریکای لاتین زبان بومی اکثریت مردم است و به اسپانیایی عنوان پر سخنگوترین زبان بومی رومی را می‌دهد. اسپانیایی در آفریقا زبان رسمی گینه استوایی است.
پرتغالی، در وطن اصلی خود، پرتغال، تقریباً توسط ۱۰ میلیون نفر جمعیت صحبت می‌شود. پرتغالی همچنین به عنوان زبان رسمی برزیل، بیش از ۲۰۰ میلیون نفر در آن کشور و همچنین کشورهای همسایه، در شرق پاراگوئه و در شمال اروگوئه، سخنگو دارد، که کمی بیش از نیمی از جمعیت آمریکای جنوبی را تشکیل می‌دهند؛ بنابراین پرتغالی پر سخنگوترین زبان رسمی رومی در یک کشور واحد است. این زبان در شش کشور آفریقایی زبان رسمی است (آنگولا، دماغه سبز، گینه بیسائو، موزامبیک، گینه استوایی و سائوتومه و پرنسیپ) و توسط ۳۰ میلیون نفر از ساکنان آن قاره به عنوان زبان نخست گویش می‌شود. در آسیا، پرتغالی با سایر زبان‌ها در تیمور شرقی و ماکائو رسمی است، در حالی که بیشتر پرتغالی‌زبانان در آسیا - حدود ۴۰۰٫۰۰۰ نفر - به دلیل بازگشت مهاجرت ژاپنی‌های برزیل ساکن ژاپن هستند. در آمریکای شمالی ۱٫۰۰۰٫۰۰۰ نفر به پرتغالی به عنوان زبان نخست خود صحبت می‌کنند. پرتغالی در اقیانوسیه به دلیل شمار سخنگویانش در تیمور شرقی، پس از فرانسوی، دومین زبان رومی است که بیش از همه گویش می‌شود. نزدیکترین خویشاوند آن، گالیسی، دارای وضعیت رسمی در جامعه خودمختار گالیسیا در اسپانیا، همراه با اسپانیایی است.
بیرون از اروپا، زبان فرانسوی بیشتر در استان کبک کانادا و در مناطقی از نیوبرانزویک و انتاریو به صورت بومی صحبت می‌شود. کانادا به‌طور رسمی دوزبانه است و فرانسه و انگلیسی زبان‌های رسمی آن هستند. در مناطقی از کارائیب، مانند هائیتی، زبان فرانسوی وضعیت رسمی دارد، اما اکثر مردم به زبان کریول هائیتی به عنوان زبان مادری خود صحبت می‌کنند. زبان فرانسوی در اکثر مناطق آفریقا دارای وضعیت رسمی است، اما سخنگویان بومی آن نسبتاً کم هستند. در سرزمین‌های فرادریای فرانسه، استفاده بومی از فرانسوی در حال افزایش است.
گرچه ایتالیا پیش از جنگ جهانی دوم نیز دارای برخی مستعمره بود، اما پس از پایان دوران استعمار، زبان این کشورها رسمی باقی نماند. در نتیجه، ایتالیایی خارج از ایتالیا و سوئیس اکنون فقط به عنوان زبان اقلیت توسط جوامع مهاجر در آمریکای شمالی و جنوبی و استرالیا صحبت می‌شود. ایتالیایی فقط در برخی مستعمرات سابق ایتالیا در آفریقا - یعنی لیبی، اریتره و سومالی - توسط افراد تحصیل‌کرده در تجارت و دولت گویش می‌شود.
رومانی امپراتوری استعماری ایجاد نکرد، اما زبان رومانیایی فراتر از قلمرو بومی خود در اروپای جنوب شرقی، به عنوان یک زبان اقلیت توسط جمعیت‌های رومانیایی‌تبار در صربستان، بلغارستان و مجارستان، در برخی از مناطق رومانی بزرگ سابق (قبل از ۱۹۴۵) و همچنین در اوکراین (بوکوفینا، بودجاک) و در برخی از روستاهای بین رودهای دنیستر و باگ گویش می‌شود. زبان آرومانی امروز توسط آرومانی‌ها در بلغارستان، مقدونیه، آلبانی، کوزوو و یونان صحبت می‌شود. رومانیایی همچنین به سایر کشورهای دریای مدیترانه (به ویژه سایر کشورهای رومی‌زبان، به ویژه ایتالیا و اسپانیا) و جاهای دیگر مانند اسرائیل، که زبان مادری پنج درصد مردم است، (به دلیل تعداد زیادی یهودی متولد رومانی است که پس از جنگ جهانی دوم به اسرائیل مهاجرت کردند) گسترش یافته و توسط بسیاری دیگر به عنوان یک زبان دوم صحبت می‌شود. و سرانجام، حدود ۲٫۶ میلیون نفر در جمهوری شوروی سابق مولداوی به گونه‌ای از رومانیایی صحبت می‌کنند که توسط آن‌ها مولداویایی نامیده می‌شود.
تمام سخنگویان بومی زبان‌های رومی به شرح زیر تقسیم می‌شوند (با رتبه‌بندی در زبان‌های جهان در پرانتز):
- اسپانیایی (کشورهای اسپانیایی‌زبان) ۴۹٪ (۲)
- پرتغالی (کشورهای پرتغالی‌زبان) ۲۶٪ (۶)
- فرانسوی (کشورهای فرانسوی‌زبان) ۸٫۶٪ (۱۸)
- ایتالیایی ۷٫۷٪ (۲۳)
- رومانیایی ۳٫۰٪ (۴۹)
- کاتالان ۰٫۹٪ (جزو ۱۰۰ زبان نخست نیست)
- سایر ۳٫۶٪

کاتالان در آندورا و همچنین همراه با اسپانیایی در کاتالونیا، بخش خودمختار والنسیا و جزایر بالئاری در اسپانیا زبان رسمی است و در لا فرانخا و در آراگون به رسمیت شناخته می‌شود (نه به صورت رسمی). علاوه بر این، کاتالان توسط بسیاری از ساکنان آلگرو، در جزیره ساردینیا، صحبت می‌شود و یکی از زبان‌های رسمی آن شهر است. گالیسی، با بیش از یک میلیون سخنگوی بومی، به همراه اسپانیایی در گالیسیا رسمی است و در قلمروهای همسایه در کاستیا و لئون نیز به رسمیت شناخته شده است. چند زبان دیگر دارای رسمیت رسمی در سطح منطقه‌ای یا در غیر این صورت محدود هستند. به عنوان مثال، آستوری و آراگونی در اسپانیا، می‌راندی در پرتغال، فریولی، ساردنیایی و آرپیتان در ایتالیا و رومانش در سوئیس.
سایر زبان‌های رومی بیشتر به عنوان زبان‌های گفتاری برای تماس غیررسمی زنده مانده‌اند. دولت‌های ملی از نظر تاریخی تنوع زبانی را به عنوان یک مسئولیت اقتصادی، اداری یا نظامی و همچنین منبع بالقوه جنبش‌های جدایی‌خواه درنظر گرفته‌اند؛ بنابراین، آن‌ها با تبلیغ گسترده زبان رسمی، محدود کردن استفاده از سایر زبان‌ها در رسانه‌ها، شناختن آن‌ها به عنوان «گویش» یا حتی آزار و اذیت سخنگویان آن‌ها، به‌طور کلی برای از بین بردن آن مبارزه کرده‌اند. در نتیجه، همه این زبان‌ها طبق کتاب سرخ زبان‌های در معرض خطر یونسکو در درجات مختلفی در معرض خطر در نظر گرفته می‌شوند، از «آسیب‌پذیر» (به عنوان مثال سیسیلی و ونتی) تا «به شدت در معرض خطر» (آرپیتان و بیشتر گونه‌های اکسیتان). از اواخر قرن بیستم و اوایل قرن بیست و یکم، افزایش حساسیت به حقوق اقلیت‌ها باعث شده است که برخی از این زبان‌ها اعتبار و حقوق از دست رفته خود را بازیابی کنند. هنوز مشخص نیست که آیا این تغییرات سیاسی کافی است تا با زوال زبان‌های رومی اقلیت مقابله کند یا نه.

## نوشتار

حروف خط لاتین

زبان‌های رومی در بیشتر موارد سامانه نوشتاری زبان لاتین را حفظ کرده و آن را متناسب با سیر تکامل خود، تطبیق داده‌اند. تنها استثنا زبان رومانیایی تا پیش از قرن نوزدهم بود که پس از عقب‌نشینی رومیان، سوادآموزی با الفبای سیریلیک، تحت تأثیر اسلاوها، برقرار شده بود. در اتحاد جماهیر شوروی سوسیالیستی از الفبای سیریلیک برای رومانیایی (مولداوی) نیز استفاده می‌شد. جمعیت‌های غیرمسیحی اسپانیا نیز از خطوط مذاهب خود (عربی و عبری) برای نوشتن زبان‌های رومی مانند لادینو و مستعربی استفاده می‌کردند.

### حروف
زبان‌های رومی با الفبای زبان لاتین نوشته می‌شوند که شامل ۲۳ حرف A, B, C, D, E, F, G, H, I, K, L, M, N, O, P, Q, R, S, T, V, X, Y, Z است که متعاقباً از راه‌های مختلف ویرایش شد؛ مثلاً حرف V به V (هم‌خوان) و U (واکه) و I به I و J تقسیم شد. حرف لاتین K و حرف جدید W، که به‌طور گسترده در زبان‌های ژرمنی مورد استفاده قرار گرفت، در بیشتر زبان‌های رومی به ندرت استفاده می‌شود (بیشتر برای نام‌ها و واژگان خارجی غیرهمسان).

## دسته‌بندی
دسته‌بندی زبان‌های رومی ذاتاً دشوار است، چون در بیشتر مناطق زنجیره گویشی و در برخی جانبداری‌های تعصبات سیاسی حضور دارند. لاتین (که جزو زبان‌های رومی نیست) و چند زبان منقرض‌شده در ایتالیا، شاخه ایتالی خانواده هندواروپایی را می‌سازند.
|        |        |        |        |                |                |                |                |                |                |            |            |            |            |           |           |           |           |           |           |               |               |               |               |               |               |             |             |              |              |              |              |               |               | لاتین         |               |               |               |               |               |               |               |               |               |              |              |                |                |                |                |                |                |            |            |  |  |  |  |  |  |  |  |  |  |  |  |  |  |  |  |  |  |  |  |  |  |  |  |  |  |
|        |        |        |        |                |                |                |                |                |                |            |            |            |            |           |           |           |           |           |           |               |               |               |               |               |               |             |             |              |              |              |              |               |               |               |               |               |               |               |               |               |               |               |               |              |              |                |                |                |                |                |                |            |            |  |  |  |  |  |  |  |  |  |  |  |  |  |  |  |  |  |  |  |  |  |  |  |  |  |  |
|        |        |        |        |                |                |                |                |                |                |            |            |            |            |           |           |           |           |           |           |               |               |               |               |               |               |             |             |              |              |              |              |               |               |               |               |               |               |               |               |               |               |               |               |              |              |                |                |                |                |                |                |            |            |  |  |  |  |  |  |  |  |  |  |  |  |  |  |  |  |  |  |  |  |  |  |  |  |  |  |
|        |        |        |        |                |                |                |                |                |                |            |            |            |            |           |           |           |           |           |           |               |               |               |               |               |               |             |             | لاتین کلاسیک | لاتین کلاسیک | لاتین کلاسیک | لاتین کلاسیک | لاتین کلاسیک  | لاتین کلاسیک  |               |               |               |               | لاتین عامیانه | لاتین عامیانه | لاتین عامیانه | لاتین عامیانه | لاتین عامیانه | لاتین عامیانه |              |              | لاتین کلیسایی  | لاتین کلیسایی  | لاتین کلیسایی  | لاتین کلیسایی  | لاتین کلیسایی  | لاتین کلیسایی  |            |            |  |  |  |  |  |  |  |  |  |  |  |  |  |  |  |  |  |  |  |  |  |  |  |  |  |  |
|        |        |        |        |                |                |                |                |                |                |            |            |            |            |           |           |           |           |           |           |               |               |               |               |               |               |             |             | لاتین کلاسیک | لاتین کلاسیک | لاتین کلاسیک | لاتین کلاسیک | لاتین کلاسیک  | لاتین کلاسیک  |               |               |               |               | لاتین عامیانه | لاتین عامیانه | لاتین عامیانه | لاتین عامیانه | لاتین عامیانه | لاتین عامیانه |              |              | لاتین کلیسایی  | لاتین کلیسایی  | لاتین کلیسایی  | لاتین کلیسایی  | لاتین کلیسایی  | لاتین کلیسایی  |            |            |  |  |  |  |  |  |  |  |  |  |  |  |  |  |  |  |  |  |  |  |  |  |  |  |  |  |
|        |        |        |        |                |                |                |                |                |                |            |            |            |            |           |           |           |           |           |           |               |               |               |               |               |               |             |             |              |              |              |              |               |               |               |               |               |               |               |               |               |               |               |               |              |              |                |                |                |                |                |                |            |            |  |  |  |  |  |  |  |  |  |  |  |  |  |  |  |  |  |  |  |  |  |  |  |  |  |  |
|        |        |        |        |                |                |                |                |                |                |            |            |            |            |           |           |           |           |           |           |               |               |               |               |               |               |             |             |              |              | رومی اقلیمی  | رومی اقلیمی  | رومی اقلیمی   | رومی اقلیمی   | رومی اقلیمی   | رومی اقلیمی   |               |               |               |               |               |               |               |               |              |              | زبان ساردنیایی | زبان ساردنیایی | زبان ساردنیایی | زبان ساردنیایی | زبان ساردنیایی | زبان ساردنیایی |            |            |  |  |  |  |  |  |  |  |  |  |  |  |  |  |  |  |  |  |  |  |  |  |  |  |  |  |
|        |        |        |        |                |                |                |                |                |                |            |            |            |            |           |           |           |           |           |           |               |               |               |               |               |               |             |             |              |              | رومی اقلیمی  | رومی اقلیمی  | رومی اقلیمی   | رومی اقلیمی   | رومی اقلیمی   | رومی اقلیمی   |               |               |               |               |               |               |               |               |              |              | زبان ساردنیایی | زبان ساردنیایی | زبان ساردنیایی | زبان ساردنیایی | زبان ساردنیایی | زبان ساردنیایی |            |            |  |  |  |  |  |  |  |  |  |  |  |  |  |  |  |  |  |  |  |  |  |  |  |  |  |  |
|        |        |        |        |                |                |                |                |                |                |            |            |            |            |           |           |           |           |           |           |               |               |               |               |               |               |             |             |              |              |              |              |               |               |               |               |               |               |               |               |               |               |               |               |              |              |                |                |                |                |                |                |            |            |  |  |  |  |  |  |  |  |  |  |  |  |  |  |  |  |  |  |  |  |  |  |  |  |  |  |
|        |        |        |        |                |                |                |                |                |                |            |            |            |            |           |           |           |           |           |           |               |               |               |               | ایتالی-غربی   | ایتالی-غربی   | ایتالی-غربی | ایتالی-غربی | ایتالی-غربی  | ایتالی-غربی  |              |              | رومی آفریقایی | رومی آفریقایی | رومی آفریقایی | رومی آفریقایی | رومی آفریقایی | رومی آفریقایی |               |               | رومی شرقی     | رومی شرقی     | رومی شرقی     | رومی شرقی     | رومی شرقی    | رومی شرقی    |                |                |                |                |                |                |            |            |  |  |  |  |  |  |  |  |  |  |  |  |  |  |  |  |  |  |  |  |  |  |  |  |  |  |
|        |        |        |        |                |                |                |                |                |                |            |            |            |            |           |           |           |           |           |           |               |               |               |               | ایتالی-غربی   | ایتالی-غربی   | ایتالی-غربی | ایتالی-غربی | ایتالی-غربی  | ایتالی-غربی  |              |              | رومی آفریقایی | رومی آفریقایی | رومی آفریقایی | رومی آفریقایی | رومی آفریقایی | رومی آفریقایی |               |               | رومی شرقی     | رومی شرقی     | رومی شرقی     | رومی شرقی     | رومی شرقی    | رومی شرقی    |                |                |                |                |                |                |            |            |  |  |  |  |  |  |  |  |  |  |  |  |  |  |  |  |  |  |  |  |  |  |  |  |  |  |
|        |        |        |        |                |                |                |                |                |                |            |            |            |            |           |           |           |           |           |           |               |               |               |               |               |               |             |             |              |              |              |              |               |               |               |               |               |               |               |               |               |               |               |               |              |              |                |                |                |                |                |                |            |            |  |  |  |  |  |  |  |  |  |  |  |  |  |  |  |  |  |  |  |  |  |  |  |  |  |  |
|        |        |        |        |                |                |                |                |                |                |            |            |            |            |           |           | رومی غربی | رومی غربی | رومی غربی | رومی غربی | رومی غربی     | رومی غربی     |               |               |               |               |             |             |              |              |              |              | نیاایتالیایی  | نیاایتالیایی  | نیاایتالیایی  | نیاایتالیایی  | نیاایتالیایی  | نیاایتالیایی  |               |               | رومی بالکان   | رومی بالکان   | رومی بالکان   | رومی بالکان   | رومی بالکان  | رومی بالکان  |                |                | دالماسیایی     | دالماسیایی     | دالماسیایی     | دالماسیایی     | دالماسیایی | دالماسیایی |  |  |  |  |  |  |  |  |  |  |  |  |  |  |  |  |  |  |  |  |  |  |  |  |  |  |
|        |        |        |        |                |                |                |                |                |                |            |            |            |            |           |           | رومی غربی | رومی غربی | رومی غربی | رومی غربی | رومی غربی     | رومی غربی     |               |               |               |               |             |             |              |              |              |              | نیاایتالیایی  | نیاایتالیایی  | نیاایتالیایی  | نیاایتالیایی  | نیاایتالیایی  | نیاایتالیایی  |               |               | رومی بالکان   | رومی بالکان   | رومی بالکان   | رومی بالکان   | رومی بالکان  | رومی بالکان  |                |                | دالماسیایی     | دالماسیایی     | دالماسیایی     | دالماسیایی     | دالماسیایی | دالماسیایی |  |  |  |  |  |  |  |  |  |  |  |  |  |  |  |  |  |  |  |  |  |  |  |  |  |  |
|        |        |        |        |                |                |                |                |                |                |            |            |            |            |           |           |           |           |           |           |               |               |               |               |               |               |             |             |              |              |              |              |               |               |               |               |               |               |               |               |               |               |               |               |              |              |                |                |                |                |                |                |            |            |  |  |  |  |  |  |  |  |  |  |  |  |  |  |  |  |  |  |  |  |  |  |  |  |  |  |
|        |        |        |        |                |                |                |                | ایبرو-رومی     | ایبرو-رومی     | ایبرو-رومی | ایبرو-رومی | ایبرو-رومی | ایبرو-رومی |           |           |           |           |           |           |               |               |               |               | گالی-رومی     | گالی-رومی     | گالی-رومی   | گالی-رومی   | گالی-رومی    | گالی-رومی    |              |              | ایتالیایی     | ایتالیایی     | ایتالیایی     | ایتالیایی     | ایتالیایی     | ایتالیایی     |               |               | نیارومانیایی  | نیارومانیایی  | نیارومانیایی  | نیارومانیایی  | نیارومانیایی | نیارومانیایی |                |                |                |                |                |                |            |            |  |  |  |  |  |  |  |  |  |  |  |  |  |  |  |  |  |  |  |  |  |  |  |  |  |  |
|        |        |        |        |                |                |                |                | ایبرو-رومی     | ایبرو-رومی     | ایبرو-رومی | ایبرو-رومی | ایبرو-رومی | ایبرو-رومی |           |           |           |           |           |           |               |               |               |               | گالی-رومی     | گالی-رومی     | گالی-رومی   | گالی-رومی   | گالی-رومی    | گالی-رومی    |              |              | ایتالیایی     | ایتالیایی     | ایتالیایی     | ایتالیایی     | ایتالیایی     | ایتالیایی     |               |               | نیارومانیایی  | نیارومانیایی  | نیارومانیایی  | نیارومانیایی  | نیارومانیایی | نیارومانیایی |                |                |                |                |                |                |            |            |  |  |  |  |  |  |  |  |  |  |  |  |  |  |  |  |  |  |  |  |  |  |  |  |  |  |
|        |        |        |        |                |                |                |                |                |                |            |            |            |            |           |           |           |           |           |           |               |               |               |               |               |               |             |             |              |              |              |              |               |               |               |               |               |               |               |               |               |               |               |               |              |              |                |                |                |                |                |                |            |            |  |  |  |  |  |  |  |  |  |  |  |  |  |  |  |  |  |  |  |  |  |  |  |  |  |  |
|        |        |        |        | گالیسی-پرتغالی | گالیسی-پرتغالی | گالیسی-پرتغالی | گالیسی-پرتغالی | گالیسی-پرتغالی | گالیسی-پرتغالی |            |            | اسپانیایی  | اسپانیایی  | اسپانیایی | اسپانیایی | اسپانیایی | اسپانیایی |           |           | اکسیتانو-رومی | اکسیتانو-رومی | اکسیتانو-رومی | اکسیتانو-رومی | اکسیتانو-رومی | اکسیتانو-رومی | فرانسوی     | فرانسوی     | فرانسوی      | فرانسوی      | فرانسوی      | فرانسوی      | گالی-ایتالی   | گالی-ایتالی   | گالی-ایتالی   | گالی-ایتالی   | گالی-ایتالی   | گالی-ایتالی   | رومانیایی     | رومانیایی     | رومانیایی     | رومانیایی     | رومانیایی     | رومانیایی     |              |              | آرومانی        | آرومانی        | آرومانی        | آرومانی        | آرومانی        | آرومانی        |            |            |  |  |  |  |  |  |  |  |  |  |  |  |  |  |  |  |  |  |  |  |  |  |  |  |  |  |
|        |        |        |        | گالیسی-پرتغالی | گالیسی-پرتغالی | گالیسی-پرتغالی | گالیسی-پرتغالی | گالیسی-پرتغالی | گالیسی-پرتغالی |            |            | اسپانیایی  | اسپانیایی  | اسپانیایی | اسپانیایی | اسپانیایی | اسپانیایی |           |           | اکسیتانو-رومی | اکسیتانو-رومی | اکسیتانو-رومی | اکسیتانو-رومی | اکسیتانو-رومی | اکسیتانو-رومی | فرانسوی     | فرانسوی     | فرانسوی      | فرانسوی      | فرانسوی      | فرانسوی      | گالی-ایتالی   | گالی-ایتالی   | گالی-ایتالی   | گالی-ایتالی   | گالی-ایتالی   | گالی-ایتالی   | رومانیایی     | رومانیایی     | رومانیایی     | رومانیایی     | رومانیایی     | رومانیایی     |              |              | آرومانی        | آرومانی        | آرومانی        | آرومانی        | آرومانی        | آرومانی        |            |            |  |  |  |  |  |  |  |  |  |  |  |  |  |  |  |  |  |  |  |  |  |  |  |  |  |  |
|        |        |        |        |                |                |                |                |                |                |            |            |            |            |           |           |           |           |           |           |               |               |               |               |               |               |             |             |              |              |              |              |               |               |               |               |               |               |               |               |               |               |               |               |              |              |                |                |                |                |                |                |            |            |  |  |  |  |  |  |  |  |  |  |  |  |  |  |  |  |  |  |  |  |  |  |  |  |  |  |
| گالیسی | گالیسی | گالیسی | گالیسی | گالیسی         | گالیسی         |                |                | پرتغالی        | پرتغالی        | پرتغالی    | پرتغالی    | پرتغالی    | پرتغالی    |           |           | کاتالان   | کاتالان   | کاتالان   | کاتالان   | کاتالان       | کاتالان       |               |               | اکسیتان       | اکسیتان       | اکسیتان     | اکسیتان     | اکسیتان      | اکسیتان      |              |              |               |               |               |               |               |               |               |               |               |               |               |               |              |              |                |                |                |                |                |                |            |            |  |  |  |  |  |  |  |  |  |  |  |  |  |  |  |  |  |  |  |  |  |  |  |  |  |  |

## همسانی‌ها
داده‌ها از اتنولوگ:
| %         | فرانسوی | کاتالان | ایتالیایی | پرتغالی | رومانش | رومانیایی | اسپانیایی | ساردنیایی |
| --------- | ------- | ------- | --------- | ------- | ------ | --------- | --------- | --------- |
| فرانسوی   |         | ۸۵      | ۸۹        | ۷۵      | ۷۸     | ۷۵        | ۷۵        | ۸۰        |
| کاتالان   | ۸۵      |         | ۸۷        | ۸۵      | ۷۶     | ۷۳        | ۸۵        | ۷۵        |
| ایتالیایی | ۸۹      | ۸۷      |           | ۸۰      | ۷۸     | ۷۷        | ۸۲        | ۸۵        |
| پرتغالی   | ۷۵      | ۸۵      | ۸۰        |         | ۷۴     | ۷۲        | ۸۹        | ۷۶        |
| رومانش    | ۷۸      | ۷۶      | ۷۸        | ۷۴      |        | ۷۲        | ۷۴        | ۷۴        |
| رومانیایی | ۷۵      | ۷۳      | ۷۷        | ۷۲      | ۷۲     |           | ۷۱        | ۷۴        |
| اسپانیایی | ۷۵      | ۸۵      | ۸۲        | ۸۹      | ۷۴     | ۷۱        |           | ۷۶        |
| ساردنیایی | ۸۰      | ۷۵      | ۸۵        | ۷۶      | ۷۴     | ۷۴        | ۷۶        |           |

## نمونه‌ها
همسانی‌های واژگانی و دستوری در میان زبان‌های رومی و میان لاتین و هر یک از آن‌ها، در نمونه‌های زیر مشخص است:
فارسی: او همیشه پیش از غذا خوردن پنجره را می‌بندد.
| لاتین                | (Ea) semper antequam cenat fenestram claudit. |
| لاتین عامیانه        | Illa/ipsa claudit semper illa fenestra antequa de cenare |
| آپولی                | (Jèdde) akjude sèmbe la fenèstre prime de mangè. |
| آراگونی              | (Ella) zarra siempre a finestra antes de cenar. |
| آرومانی              | (Ea/Nâsa) ãncljidi/nkidi totna firida/fireastra ninti di tsinã. |
| آستوری               | (Ella) pieslla siempres la ventana enantes de cenar. |
| کانتابری             | (Ella) tranca siempri la ventana enantis de cenar. |
| کاتالان              | (Ella) sempre tanca/clou la finestra abans de sopar. |
| کرسی شمالی           | Ella chjode/chjude sempre lu/u purtellu avanti/nanzu di cenà. |
| کرسی جنوبی           | Edda/Idda sarra/serra sempri u purteddu nanzu/prima di cinà. |
| امیلیایی (رجیانو)    | (Lē) la sèra sèmpar sù la fnèstra prima ad snàr. |
| امیلیایی (بولونیایی) | (Lî) la sèra sänper la fnèstra prémma ed dṡnèr. |
| اکسترمادورایی        | (Ella) afecha siempri la ventana antis de cenal. |
| آرپیتان              | (Le) sarre toltin/tojor la fenétra avan de goutâ/dinar/sopar. |
| فرانسوی              | Elle ferme toujours la fenêtre avant de dîner/souper. |
| فریولی               | (Jê) e siere simpri il barcon prin di cenâ. |
| گالیسی               | (Ela) pecha/fecha sempre a fiestra/xanela antes de cear. |
| گالوری               | Idda chjude sempri lu balconi primma di cinà. |
| ایتالیایی            | (Ella/lei) chiude sempre la finestra prima di cenare. |
| لادینو               | אֵילייה סֵירּה סײֵמפּרֵי לה בֵֿינטאנה אנטֵיס דֵי סֵינאר.‎ Ella cerra siempre la ventana antes de cenar. |
| لادین                | Badiot: Ëra stlüj dagnora la finestra impröma de cenè. Centro Cadore: La sera sempre la fenestra gnante de disna. Auronzo di Cadore: La sera sempro la fenestra davoi de disnà. Gherdëina: Ëila stluj for l viere dan maië da cëina. |
| لئونی                | (Eilla) pecha siempre la ventana primeiru de cenare. |
| لیگوری               | (Le) a saera sempre u barcun primma de cenà. |
| لومبارد شرقی         | (Lé) la sèra sèmper sö la finèstra prima de senà. |
| لومبارد غربی         | (Lee) la sara sù semper la finestra primma de disnà/scenà. |
| ماگوا                | (Elle) à fàrm toujour là fnèt àvan k'à manj. |
| می‌راندی              | (Eilha) cerra siempre la bentana/jinela atrás de jantar. |
| مستعربی              | آلی کلودات سامبرا ل فیناستر أبنتا د جانرا.‎ Ella cloudet sempre la fainestra abante da cenare. |
| ناپولی               | Essa 'nzerra sempe 'a fenesta primma 'e cenà. |
| نورمان               | Lli barre tréjous la crouésie devaunt de daîner. |
| اکسیتان              | (Ela) barra/tanca sempre/totjorn la fenèstra abans de sopar. |
| پیکاردی              | Ale frunme tojours l' creusèe édvint éd souper. |
| پیدمونتی             | Chila a sara sèmper la fnestra dnans ëd fé sin-a/dnans ëd siné. |
| پرتغالی              | (Ela) fecha sempre a janela antes de jantar/cear/comer. |
| رومانگول             | (Lia) la ciud sëmpra la fnèstra prëma ad magnè. |
| رومانیایی            | Ea închide întotdeauna fereastra înainte de a cina. |
| رومانش               | Ella clauda/serra adina la fanestra avant ch'ella tschainia. |
| ساردینیایی جنوبی     | Issa serrat semp(i)ri sa bentana in antis de cenai |
| ساردینیایی شمالی     | Issa serrat semper sa bentana in antis de chenàre. |
| ساساری               | Edda sarra sempri lu balchoni primma di zinà. |
| سیسیلی               | Iḍḍa ferma sempri la finesṭṛa anti mi pistìa/mancha. |
| اسپانیایی            | (Ella) siempre cierra la ventana antes de cenar/comer. |
| توسکانی              | Lei chiude sempre la finestra prima di cenà. |
| اومبری               | Lia chiude sempre la finestra prima de cenà. |
| ونتی                 | Eła ła sara/sera senpre ła fenestra vanti de diznar. |
| والون                | Ele sere todi li finiesse divant di soper. |
کریول‌ها و پیجین‌های بر پایه رومی
| کریول آییسینی | Li toujou fèmen fenèt la avan li mange.           |
| کریول موریسی  | Li pou touzour ferm lafnet la avan (li) manze.    |
| کریول سیشلی   | Y pou touzour ferm lafnet aven y manze.           |
| پاپیامنتو     | E muhe semper ta sera e bentana promé ku e kome.  |
| کریولو        | Êl fechâ sempre janela antes de jantâ.            |
| چاباکانو      | Ta cerrá él siempre con la ventana antes de cená. |